# Discosura
Discosura – rodzaj ptaków z podrodziny paziaków (Lesbiinae) w rodzinie kolibrowatych (Trochilidae).

## Zasięg występowania
Rodzaj obejmuje gatunki występujące w Ameryce Centralnej (Kostaryka i Panama) i Południowej (Kolumbia, Wenezuela, Gujana, Surinam, Gujana Francuska, Brazylia, Ekwador, Peru i Boliwia).

## Morfologia
Długość ciała samców 9–13,7 cm (włącznie z długim ogonem), samic 6,6–9 cm; masa ciała samców i samic 2,5–3,7 g.

## Systematyka

### Etymologia
- Platurus: gr. πλατυς platus „szeroki”; ουρα oura „ogon”[11]. Gatunek typowy: Trochilus longicaudus J.F. Gmelin, 1788.
- Discosura: gr. δισκος diskos „dysk, krążek”; ουρα oura „ogon”[12].
- Gouldia: John Gould (1804–1881), angielski wydawca, przedsiębiorca, przyrodnik[13]. Gatunek typowy: Trochilus langsdorffi Temminck, 1821.
- Gouldomyia: rodzaj Gouldia Bonaparte, 1850 (kolcosterek); gr. μυια muia, μυιας muias „mucha” (tj. bardzo mały ptak)[14]. Alternatywna nazwa dla Gouldia Bonaparte, 1854.
- Popelairia: Jean Baptiste Louis Joseph Baron Popelaire de Terloo (1810–1870), belgijski podróżnik, przyrodnik[15]. Gatunek typowy: Popelairia tricholopha Reichenbach, 1854 (= Trochilus popelairii Du Bus, 1846).
- Prymnacantha: gr. πρυμνα prumna „najdalszy, na samym końcu”; ακανθα akantha „cierń”, od ακη akē „punkt”[16]. Nazwa zastępcza dla Gouldia Bonaparte, 1854 ze względu na puryzm.
- Tricholopha: gr. θριξ thrix, τριχος trikhos „włosy”; λοφος lophos „czub”[17]. Gatunek typowy: Trochilus popelairii Du Bus, 1846.
- Mytinia: gr. μυια muia, μυιας muias „mucha” (tj. bardzo mały ptak); θινος thinos „poświęcony”, od θεινος theinos „poświęcony”[18]. Gatunek typowy: Trochilus letitiae Bourcier & Mulsant, 1852.

### Podział systematyczny
Do rodzaju należą następujące gatunki:
- Discosura conversii (Bourcier & Mulsant, 1846) – kolcosterek zielony
- Discosura popelairii (Du Bus, 1846) – kolcosterek czubaty
- Discosura langsdorffi (Temminck, 1821) – kolcosterek czarnobrzuchy
- Discosura letitiae (Bourcier & Mulsant, 1852) – kolcosterek miedziany
- Discosura longicaudus (J.F. Gmelin, 1788) – rakietnik